# Meeting de Rieti
Le meeting de Rieti est une compétition internationale d'athlétisme qui se déroule une fois par an à Rieti, dans le Latium fin août, début septembre, depuis 1971. Il fait partie du circuit Challenge mondial IAAF. Il a été créé sur une idée de Sandro Giovannelli. 2010 sera sa 40e édition, ce qui en fait le meeting italien le plus ancien. Il se déroule dans le stade Raul-Guidobaldi. 
En raison du séisme en Italie centrale qui affecte notamment la province de Rieti, l'édition de 2016 est annulée. Pour des raisons financières, à la suite de ce séisme, l'édition de 2017 est annulée également.

## Records du Monde
Depuis sa création, de nombreux records du monde ont été battus lors de ce meeting.
| Année | Épreuve | Record            | Athlète            | Nationalité |
| ----- | ------- | ----------------- | ------------------ | ----------- |
| 2010  | 800 m   | 1 min 41 s 01     | David Rudisha      | Kenya       |
| 2007  | 100 m   | 9 s 74 (+1.7 m/s) | Asafa Powell       | Jamaïque    |
| 1999  | 1000 m  | 2 min 11 s 96     | Noah Ngeny         | Kenya       |
| 1996  | 3000 m  | 7 min 20 s 67     | Daniel Komen       | Kenya       |
| 1993  | Mile    | 3 min 44 s 39     | Noureddine Morceli | Algérie     |
| 1992  | 1500 m  | 3 min 28 s 86     | Noureddine Morceli | Algérie     |
| 1983  | 1500 m  | 3 min 30 s 77     | Steve Ovett        | Royaume-Uni |
| 1982  | Mile    | 4 min 17 s 44     | Maricica Puică     | Roumanie    |

## Records du Meeting

### Hommes
| Épreuve           | Record            | Athlète                                                             | Nationalité      | Date               | Ref   |
| ----------------- | ----------------- | ------------------------------------------------------------------- | ---------------- | ------------------ | ----- |
| 100 m             | 9 s 74 (+1.7 m/s) | Asafa Powell                                                        | Jamaïque         | 9 septembre 2007   |       |
| 200 m             | 19 s 85           | Wallace Spearmon                                                    | États-Unis       | 29 août 2010       | [ 3 ] |
| 300 m             | 31 s 93           | Karol Zalewski                                                      | Pologne          | 7 septembre 2014   |       |
| 400 m             | 44 s 21           | Michael Johnson                                                     | États-Unis       | 1990               |       |
| 800 m             | 1 min 41 s 83     | David Lekuta Rudisha                                                | Kenya            | 29 août 2010       | [ 4 ] |
| 1000 m            | 2 min 11 s 96     | Noah Ngeny                                                          | Kenya            | 5 septembre 1999   |       |
| 1500 m            | 3 min 26 s 97     | Hicham El Guerrouj                                                  | Maroc            | 2002               |       |
| Mile              | 3 min 44 s 39     | Noureddine Morceli                                                  | Algérie          | 1993               |       |
| 2000 m            | 4 min 49 s 00     | Venuste Niyongabo                                                   | Kenya            | 1997               |       |
| 2 Miles           | 8 min 13 s 40     | Moses Kiptanui                                                      | Kenya            | 1995               |       |
| 3000 m            | 7 min 20 s 67     | Daniel Komen                                                        | Kenya            | 1er septembre 1996 |       |
| 5000 m            | 13 min 04 s 43    | Daniel Komen                                                        | Kenya            | 2000               |       |
| 110 m haies       | 13 s 01           | David Oliver                                                        | États-Unis       | 29 août 2010       | [ 5 ] |
| 400 m haies       | 47 s 91           | Samuel Matete                                                       | Zambie           | 1992               |       |
| 3000 m steeple    | 8 min 00 s 54     | Moses Kiptanui                                                      | Kenya            | 1997               |       |
| Saut en hauteur   | 2,38 m            | Igor Paklin                                                         | Union soviétique | 1986               |       |
| Saut à la perche  | 5,96 m            | Brad Walker                                                         | États-Unis       | 2005               |       |
| Saut en longueur  | 8,45 m            | Larry Myricks                                                       | États-Unis       | 1981               |       |
| Triple saut       | 17,54 m           | Hristo Markov                                                       | Bulgarie         | 1987               |       |
| Lancer du poids   | 21,00 m           | Paolo Dal Soglio                                                    | Italie           | 1er septembre 1996 |       |
| Lancer du disque  | 68,38 m           | Luis Delis                                                          | Cuba             | 1984               |       |
| Lancer du marteau | 82,62 m           | Koji Murofushi                                                      | Japon            | 9 septembre 2007   |       |
| Lancer du javelot | 84,20 m           | Konstadinos Gatsioudis                                              | Grèce            | 5 septembre 1999   |       |
| 4 × 100 m relais  | 39 s 76           | Gianfranco Lazzer Mauro Zuliani Luciano Caravani Massimo Clementoni | Italie           | 1979               |       |
| 4 × 400 m relais  | 3 min 03 s 55     | McCoy Francks Robinson Mark Rowe                                    | États-Unis       | 1988               |       |

### Femmes
| Épreuve           | Record        | Athlète                                                                        | Nationalité      | Date             | Ref   |
| ----------------- | ------------- | ------------------------------------------------------------------------------ | ---------------- | ---------------- | ----- |
| 100 m             | 10 s 81       | Irina Privalova                                                                | Russie           | 1992             |       |
| 200 m             | 21 s 88       | Irina Privalova                                                                | Russie           | 1993             |       |
| 400 m             | 49 s 02       | Jarmila Kratochvílová                                                          | Tchécoslovaquie  | 1984             |       |
| 800 m             | 1 min 56 s 29 | Janeth Jepkosgei                                                               | Kenya            | 9 septembre 2007 |       |
| 1500 m            | 3 min 56 s 18 | Maryam Jamal                                                                   | Bahreïn          | 2006             |       |
| Mile              | 4 min 17 s 44 | Maricica Puică                                                                 | Roumanie         | 1982             |       |
| 2000 m            | 5 min 30 s 39 | Maricica Puică                                                                 | Roumanie         | 1985             |       |
| 3000 m            | 8 min 30 s 25 | Vivian Cheruiyot                                                               | Kenya            | 9 septembre 2007 |       |
| 100 m haies       | 12 s 64       | Sally Pearson                                                                  | Australie        | 8 septembre 2013 |       |
| 400 m haies       | 53 s 34       | Sandra Glover                                                                  | États-Unis       | 2003             |       |
| 3000 m steeple    | 9 min 13 s 92 | Ruth Bisibori Nyangau                                                          | Kenya            | 6 septembre 2009 | [ 6 ] |
| Saut en hauteur   | 2,06 m        | Stefka Kostadinova                                                             | Bulgarie         | 1987             |       |
| Saut à la perche  | 4,74 m        | Fabiana Murer                                                                  | Brésil           | 29 août 2010     | [ 7 ] |
| Saut en longueur  | 7,19 m        | Heike Drechsler                                                                | Allemagne        | 1991             |       |
| Triple saut       | 14,94 m       | Tatyana Lebedeva                                                               | Russie           | 2008             |       |
| Lancer du poids   | 20,77 m       | Valerie Adams                                                                  | Nouvelle-Zélande | 9 septembre 2012 |       |
| Lancer du disque  | 66,12 m       | Sandra Perkovic                                                                | Croatie          | 8 septembre 2013 |       |
| Lancer du javelot | 66,64 m       | Natalya Khoroneko                                                              | Biélorussie      | 1986             |       |
| Lancer du marteau | 76,57 m       | Anita Wlodarczyk                                                               | Pologne          | 8 septembre 2013 |       |
| 4 × 100 m relais  | 44 s 97       | International Team Andrea Lynch Liliana Cragno Leleith Hodges Jacqueline Pusey |                  | 1975             |       |